# Вардапет
Вардапе́т (вірм. Վարդապետ) — вчений чернець, вчитель, що володів правом проповідувати та наставляти паству в Стародавній та сучасній Вірменії. Титул Вірменської апостольської церкви. Вардапети — найосвіченіший прошарок середньовічного вірменського духовенства. Найвідоміший вардапет у Європі — Мхітар Севастійський. Сьогодні вардапет — це також почесний титул.